# Elezioni parlamentari in Scozia del 2016
Le elezioni parlamentari in Scozia del 2016 si sono tenute giovedì 5 maggio 2016 per eleggere i 129 deputati del Parlamento scozzese. Si è trattato della quinta elezione generale fin dall'istituzione del Parlamento nel 1999 ed è stata la prima elezione parlamentare in Scozia in cui hanno avuto diritto di voto anche i sedicenni e diciassettenni, in base a quanto previsto dalla Legge sulle Elezioni Scozzesi. Si è trattato inoltre della prima volta in cui i tre principali partiti erano guidati da donne.
Il Parlamento fu sciolto il 24 marzo 2016, per permettere il periodo di campagna elettorale ufficiale. Nel precedente parlamento vi erano rappresentanti di cinque partiti: il Partito Nazionale Scozzese (SNP) guidato dal Primo Ministro della Scozia Nicola Sturgeon, il Partito Laburista Scozzese guidato da Kezia Dugdale, i Conservatori Scozzesi guidati da Ruth Davidson, i Liberal Democratici Scozzesi guidati da Willie Rennie, i Verdi Scozzesi diretti da Patrick Harvie e Maggie Chapman. Di questi cinque partiti, quattro avevano cambiato i propri leader dalle elezioni del 2011.
Durante la campagna elettorale, si è tenuta una serie di dibattiti televisivi, a cui hanno preso parte anche i leader dei partiti eletti. BBC Scotland tenne il primo dibattito il 24 marzo, STV trasmise il secondo il 29 marzo e BBC Scotland ospitò il dibattito finale il 1º maggio.
Il Partito Nazionale Scozzese vinse le elezioni e ottenne il terzo mandato al governo scozzese, ma si fermò due seggi sotto il limite che garantiva la maggioranza assoluta. I conservatori ottennero un significativo incremento nel voto popolare e sostituirono i laburisti come secondo partito. I verdi scozzesi ottennero il loro sesto seggio nelle liste regionali e superarono i liberal democratici, che rimasero a 5 seggi.

## Data
Secondo lo Scotland Act del 1998, le elezioni generali ordinarie per il Parlamento scozzese si sarebbero normalmente tenute il primo giovedì di maggio quattro anni dopo le elezioni del 2011, cioè nel maggio 2015. Nel maggio 2010, il nuovo governo di David Cameron stabilì nell'accordo di coalizione con i Liberal Democratici che le successive elezioni generali del Regno Unito si sarebbero tenute nel maggio 2015. Questa proposta fu criticata dal Partito Nazionale Scozzese e dai laburisti, dato che era consuetudine che elezioni con differenti sistemi di voto si dovessero tenere in giorni diversi, cosa che tutti i partiti avevano fino ad allora accettato. In risposta alle critiche, il vice Primo Ministro Nick Clegg permise il diritto di variare la data delle elezioni al Parlamento scozzese di un anno in avanti oppure indietro. Tutti i principali partiti politici si mostrarono favorevoli al posticipo delle elezioni di un anno. La legge sul mandato parlamentare fisso del 2011, approvata dal Parlamento del Regno Unito, spostò la data delle elezioni parlamentari scozzesi al 5 maggio 2015.
La data delle elezioni può essere variata di un mese in avanti o indietro dal sovrano, su proposta del Presidente del Parlamento.

## Risultati

Composizione dopo le elezioni.

| Partito | Partito                    | Sistema a membri addizionali | Sistema a membri addizionali | Sistema a membri addizionali | Sistema a membri addizionali | Sistema a membri addizionali | Sistema a membri addizionali | Sistema a membri addizionali | Sistema a membri addizionali | Sistema a membri addizionali | Sistema a membri addizionali | Seggi totali | Seggi totali | Seggi totali |
| Partito | Partito                    | Collegi                      | Collegi                      | Collegi                      | Collegi                      | Collegi                      | Regioni                      | Regioni                      | Regioni                      | Regioni                      | Regioni                      | Seggi totali | Seggi totali | Seggi totali |
| Partito | Partito                    | Voti                         | %                            | +/-                          | Seggi                        | +/-                          | Voti                         | %                            | +/-                          | Seggi                        | +/-                          | Totale       | +/-          | %            |
| ------- | -------------------------- | ---------------------------- | ---------------------------- | ---------------------------- | ---------------------------- | ---------------------------- | ---------------------------- | ---------------------------- | ---------------------------- | ---------------------------- | ---------------------------- | ------------ | ------------ | ------------ |
|         | Partito Nazionale Scozzese | 1.059.897                    | 46,5                         | 1,1                          | 59                           | 6                            | 953.987                      | 41,7                         | 2,3                          | 4                            | 12                           | 63           | 6            | 48,8         |
|         | Conservatori               | 501.844                      | 22,0                         | 8,1                          | 7                            | 4                            | 524.222                      | 22,9                         | 10,6                         | 24                           | 12                           | 31           | 16           | 24,0         |
|         | Laburisti                  | 514.261                      | 22,6                         | 9,2                          | 3                            | 12                           | 435.919                      | 19,1                         | 7,2                          | 21                           | 1                            | 24           | 13           | 18,6         |
|         | Verdi                      | 13.172                       | 0,6                          | 0,6                          | 0                            | 0                            | 150.426                      | 6,6                          | 2,2                          | 6                            | 4                            | 6            | 4            | 4,7          |
|         | Liberal Democratici        | 178.238                      | 7,8                          | 0,1                          | 4                            | 2                            | 119.284                      | 5,2                          | 0                            | 1                            | 2                            | 5            | 0            | 3,9          |
|         | UKIP                       | —                            | —                            | —                            | —                            | —                            | 46.426                       | 2,0                          | 1,1                          | 0                            | 0                            | 0            | 0            | 0,0          |
|         | Solidarietà                | —                            | —                            | —                            | —                            | —                            | 14.333                       | 0,6                          | 0,5                          | 0                            | 0                            | 0            | 0            | 0            |
|         | Cristiani Scozzesi         | 1.162                        | 0,1                          | 0,0                          | 0                            | 0                            | 11.686                       | 0,5                          | 0,3                          | 0                            | 0                            | 0            | 0            | 0            |
|         | RISE                       | —                            | —                            | —                            | —                            | —                            | 10.911                       | 0,5                          | 0,5                          | 0                            | 0                            | 0            | 0            | 0            |
|         | Uguaglianza delle Donne    | —                            | —                            | —                            | —                            | —                            | 5.968                        | 0,3                          | 0,3                          | 0                            | 0                            | 0            | 0            | 0            |
|         | Indipendenti               | 5.467                        | 0,2                          | 0,4                          | 0                            | 0                            | 4.420                        | 0,2                          | 0,9                          | 0                            | 1                            | 0            | 1            | 0            |
|         | Libertari                  | 119                          | 0,0                          | 0,0                          | 0                            | 0                            | 1.686                        | 0,1                          | 0,1                          | 0                            | 0                            | 0            | 0            | 0            |
|         | Fronte Nazionale           | —                            | —                            | —                            | —                            | —                            | 617                          | 0,0                          | 0,0                          | 0                            | 0                            | 0            | 0            | 0            |
|         | Comunisti                  | —                            | —                            | —                            | —                            | —                            | 510                          | 0,0                          | 0,0                          | 0                            | 0                            | 0            | 0            | 0            |
|         | TUSC                       | 3.540                        | 0,1                          | 0,1                          | 0                            | 0                            | —                            | —                            | —                            | —                            | —                            | 0            | 0            | 0            |
|         | Altri                      | 1.453                        | 0,0                          | 0,0                          | 0                            | 0                            | 5.757                        | 0,3                          | 4,4                          | 0                            | 0                            | 0            | 0            | 0            |
|         | Totale                     | 2.279.153                    | 100,0                        |                              | 73                           |                              | 2.285.752                    | 100,0                        |                              | 56                           |                              | 129          |              | 100,0        |

|                     |                     |  |       |       |
| ------------------- | ------------------- |  | ----- | ----- |
| SNP                 | SNP                 |  | 46,5% | 46,5% |
| Laburisti           | Laburisti           |  | 22,6% | 22,6% |
| Conservatori        | Conservatori        |  | 22%   | 22%   |
| Liberal Democratici | Liberal Democratici |  | 7,6%  | 7,6%  |
| Verdi               | Verdi               |  | 0,6%  | 0,6%  |
| Altri               | Altri               |  | 0,5%  | 0,5%  |

|                     |                     |  |       |       |
| ------------------- | ------------------- |  | ----- | ----- |
| SNP                 | SNP                 |  | 41,7% | 41,7% |
| Conservatori        | Conservatori        |  | 22,9% | 22,9% |
| Laburisti           | Laburisti           |  | 19,1% | 19,1% |
| Verdi               | Verdi               |  | 6,6%  | 6,6%  |
| Liberal Democratici | Liberal Democratici |  | 5,2%  | 5,2%  |
| UKIP                | UKIP                |  | 2,0%  | 2,0%  |
| Altri               | Altri               |  | 2,5%  | 2,5%  |

|                     |                     |  |       |       |
| ------------------- | ------------------- |  | ----- | ----- |
| SNP                 | SNP                 |  | 48,8% | 48,8% |
| Conservatori        | Conservatori        |  | 24,0% | 24,0% |
| Laburisti           | Laburisti           |  | 18,6% | 18,6% |
| Verdi               | Verdi               |  | 4,7%  | 4,7%  |
| Liberal Democratici | Liberal Democratici |  | 3,9%  | 3,9%  |